# 푸츠크

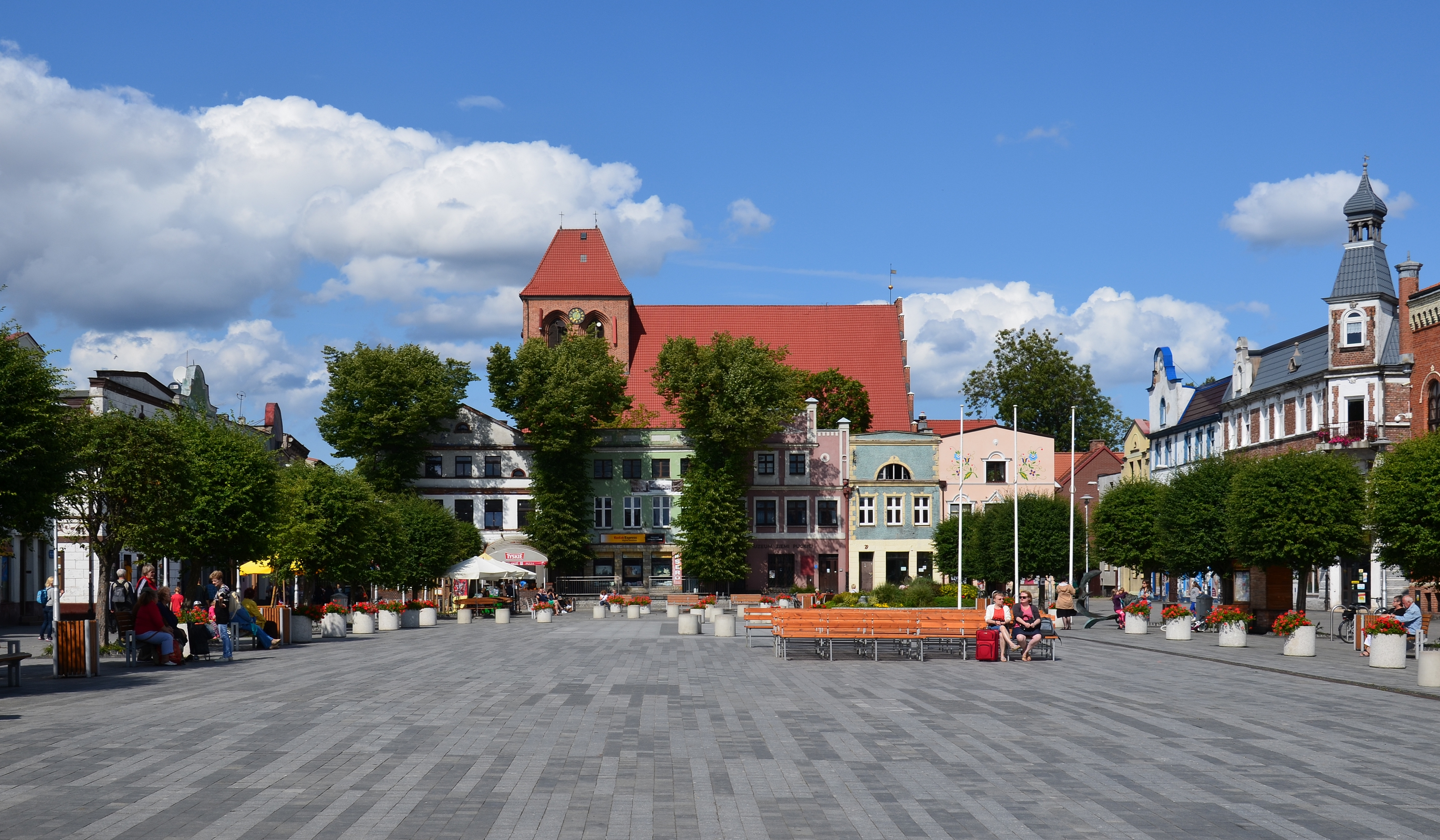
푸츠크 시장 광장

푸츠크(폴란드어: Puck, 카슈브어: Pùck, 독일어: Putzig, 라트비아어: Pucka)는 폴란드 북서부 포모제주에 위치한 도시로 면적은 4.9km2, 인구는 11,329명(2006년 기준), 인구 밀도는 2,300명/km2이다.
발트해 남부 연안과 접한다. 12세기 문헌에 처음 등장했으며 1348년에 도시 지위를 부여받았다.

시 문장

## 같이 보기
- 헬 (폴란드)
- 호박의 길